# Мистериите на Хънтър Стрийт
„Мистериите на Хънтър Стрийт“ (на английски: Hunter Street) е комедийно-приключенски сериал, създаден от Рейнт Шьолвник и Мел Рундеркамп, който се излъчва по „Никелодеон“ от 11 март 2017 до 23 февруари 2018 г., и по „Тийн Ник“ от 29 юли до 27 септември 2019 г. В сериала участват Стоуни Блайдън, Мей Мей Ренфроу, Кайра Смит, Томас Янсен и Даан Крейгтън като група деца, които решават мистерия, за да открият изгубените си родители. Четвъртия сезон е продуциран, въпреки че, не е излъчен в Съединените щати, той се излъчва премиерно във Великобритания от 19 април до 20 май 2021 г.

## Актьорски състав

### Главни герои
- Стони Блайдън – Макс (сезони 1-2)
- Мей Мей Ренфроу – Тес (сезони 1-2)
- Кайра Смит – Аника
- Томас Янсен – Даниел (сезони 1-2; повтаряща се роля – сезон 4)
- Даан Крейтън – Сал (сезони 1-3)
- Уилсън Раджоу-Пуджалте – Джейк (сезон 2; сезон 3 – повтаряща роля)
- Кейт Бенсдорп – Иви (сезони 2-4)
- Елийха Алтена – Оливър (сезони 3-4)
- Сара Наута – Джасмин (сезон 3; сезон 4 – повтаряща роля)

### Второстепенни роли
- Роналд Топ – Ерик Хънтър
- Туске Рагас – Кейт Хънтър
- Юта Уонг-Лой-Синг – Симоне (сезони 1-2)
- Зоуи Хардинг – Софи (сезони 1-2)
- Барнаби Савидж – Тим (сезони 1-2)
- Кийс Хълст – Ринус Саганаш (сезони 1-2)
- Тилман Галоуей – г-н Браунинг (сезони 1-3)
- Даун Мастин – Гертруд (сезони 1-2)
- Лиора Катс – Джанин Бръл (сезон 1)
- Ева Ван Дер Гухт – Директор Клутърбик (сезони 1-2)
- Амедео Фейнголд – Джулиъс Брул (сезон 1)
- Дебра Мълхоланд – Хедуиг Хънтър (сезон 1)
- Алиса Гуероуч – Джени (сезони 2,4)
- Марк Вейсман – Джери (сезон 2)
- Лавдей Смит – Даян (сезони 2,4)
- Майкъл де Рус – Саймън (сезони 2,4)
- Бони Уилямс – Лучия Янсен (сезон 2)
- Кенет Дарил Чарлс – Мартин (сезон 2)
- Кинън Рейвън – Бърнард (сезон 2)
- Чистин Кареън – Доти (сезони 3-4)
- Томас Камаерт – Маркъс (сезони 3-4)
- Едуин Джонкър – Лайман (сезон 3)
- Чарли Мей – Рекс Легенд (сезон 3)
- Мерием Мандерс – Полицай Смит (сезон 3)
- Падрейг Търли – Флориан (сезон 4)
- Рейки де Валк – Джош (сезон 4)
- Мими Ферер – Мис Лукас (сезон 4)
- Макс Ван Крейдж – господин Симънс (сезон 4)
- Мърт Бъргър – Изабел Джаксън (сезон 4)
- Джакъб Нювенхуейсен – Алекс Джаксън (сезон 4)

## В България
В България сериалът започва излъчване по локалната версия на „Никелодеон“.
В края на 2022 г. е достъпен в стрийминг платформата SkyShowtime.

### Нахсинхронен дублаж
Дублажът на сериала е първоначално записан в студио „Александра Аудио“ до втори сезон, и по-късно се премества в студио „Про Филмс“ от трети сезон, заедно с останалите сериали на „Никелодеон“.
| Роля          | Изпълнител                                                 |
| ------------- | ---------------------------------------------------------- |
| Макс          | Асен Кукушев                                               |
| Сал           | Асен Кукушев                                               |
| Тес           | Калина Асенова                                             |
| Иви Хънтър    | Калина Асенова                                             |
| Аника         | Ирена Велчева (трети сезон) Мина Зехирова (четвърти сезон) |
| Джейк         | Явор Караиванов                                            |
| Тим Туркъл    | Явор Караиванов                                            |
| Джеймс Хънтър | Явор Караиванов                                            |
| Оливър        | Симеон Дамянов                                             |
| Джасмин       | Ива Стоянова                                               |
| Ерик Хънтър   | Здравко Димитров                                           |
| Кейт Хънтър   | Надя Полякова                                              |
| Даниел        | Владимир Зомбори                                           |
| Джени         | Елена Траянова                                             |
| Хедуиг Хънтър | Надежда Панайотова                                         |
| Софи Саганаш  | Надежда Панайотова                                         |
| Доти          | Михаела Тюлева                                             |
| Маркъс        | Борис Кашев                                                |
| Рекс          | Стефан Иванов                                              |
| Флориан       | Веселин Симеонов                                           |
| Джош          | Ангел Проданов                                             |
| Джес          | Ивет Лазарова-Торосян                                      |
| Господин Брул | Анатолий Божинов                                           |
| Други гласове | Николай Пърлев                                             |

| Пост                | Име                         |
| ------------------- | --------------------------- |
| Режисьор на дублажа | Анна Тодорова               |
| Преводачи           | Дина Колева Джесика Петрова |